# Pieter de Vlaming van Oudshoorn
Pieter de Vlaming van Oudshoorn (* 9. September 1563 in Amsterdam; † 10. August 1628 ebenda) war ein Amsterdamer Regent des Goldenen Zeitalters.

## Biografie
Pieter entstammte der Familie der De Vlaming van Oudshoorn. Seine Eltern waren Dirk de Vlaming van Oudshoorn und Aeff Pieter Fopsdr. De Vlaming van Oudshoorn war ein Kaufmann der auf dem Nieuwendijk wohnte. Im Jahre 1596 wurde er Ratsherr der Stadt; in den Jahren 1605, 1613 und 1616 wurde er zum Schepen ernannt. Zwischen den Jahren 1620 und 1624 war er Oberst der Bürgergarde. Seine Amtszeiten als Bürgermeister fielen in die Jahre 1621, 1623, 1626 und 1628. De Vlaming van Oudshoorn war in den Zeiten der Unruhe ein gemäßigtes Stadtoberhaupt gewesen.
Aus seiner Ehe mit Aefge (Eva) de Wael (1563–1638) entstammten einige Kinder, so Margaretha, welche sich mit Nicolaes Tulp verehelichte.